# جائزة الولايات المتحدة الكبرى 2004
جائزة الولايات المتحدة الكبرى 2004 (بالإنجليزية: 2004 United States Grand Prix)‏ هو سباق فورمولا 1 أقيم بتاريخ 20 يونيو 2004 في إنديانابوليس. كان التاسع من أصل 18 في بطولة العالم لسباقات الفورمولا واحد موسم 2004. حلّ الألماني مايكل شوماخر أولا بينما جاء البرازيلي روبنز باركيلو في المركز الثاني وحصل على المركز الثالث الياباني تاكوما ساتو.